# Woutershof

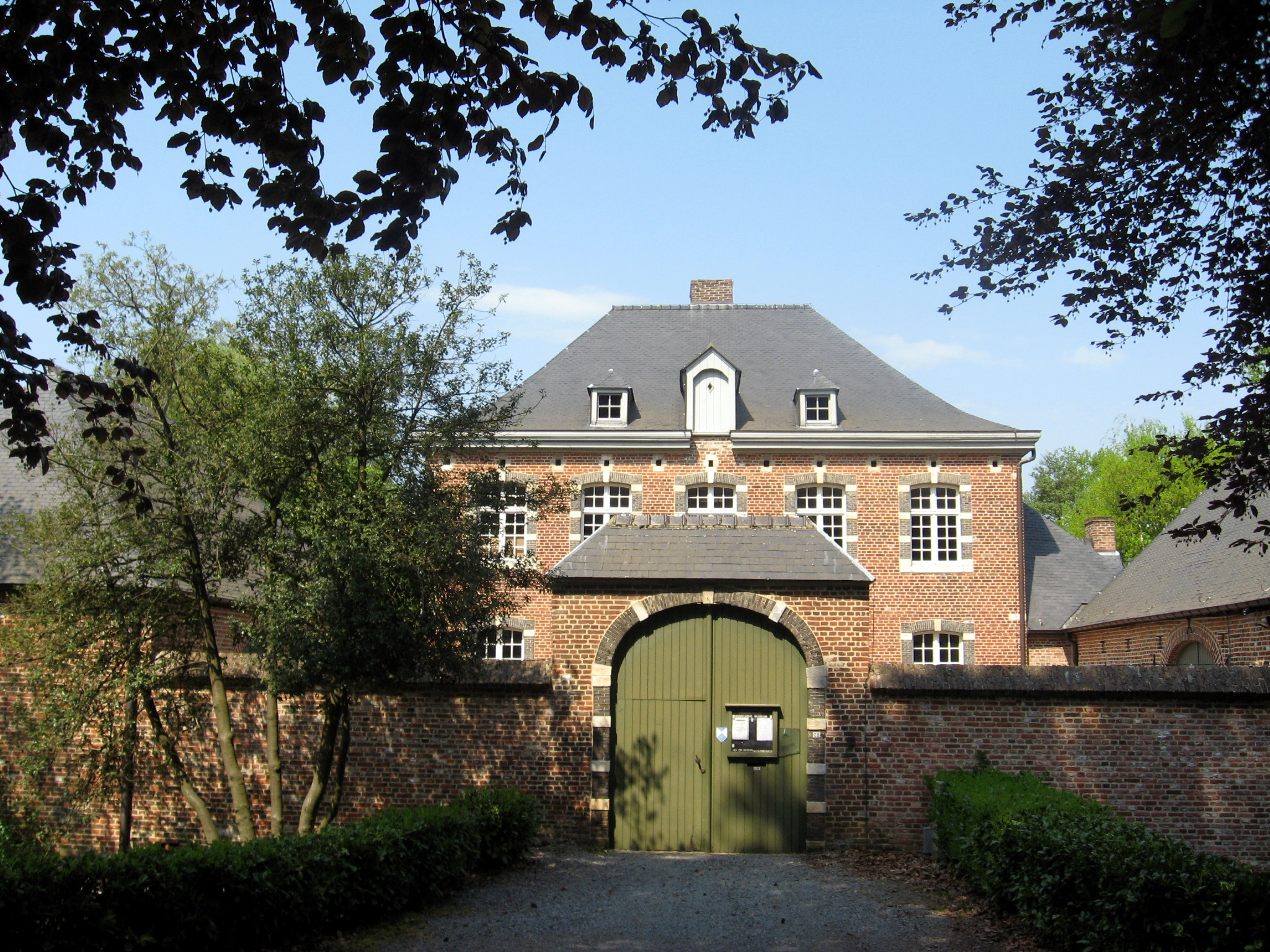
Woutershof

Het Woutershof is een monument aan de Dekenstraat 28 te Zolder.

## Geschiedenis
Het omwalde Woutershof is een pastorie uit 1742, die gebouwd is in classicistische stijl, dankt zijn naam aan de familie Wouters die het op het einde van de 18de eeuw als zwart goed kocht van de Franse bezetter. Het huis werd in 1742 en de twee bijhorende tiendenschuren in 1744 in opdracht van de Norbertijnenabdij van Averbode opgetrokken als pastorie voor de parochie van Zolder. 
Ze is opgetrokken in baksteen en de vensteromlijstingen zijn in witte zandsteen uitgevoerd. In 1744 werden de twee bijbehorende tiendschuren gebouwd. De parochie viel onder de Abdij van Averbode, die tot 1815 ook het patronaatsrecht bezat. Het Woutershof deed dan ook tot 1973 dienst als pastorie. 
In 1974 kwam het gebouw aan de plaatselijke Heemkundige kring, die er het Heemkundig Museum Woutershof in vestigde. De verzameling bestaat voornamelijk uit gebruiksvoorwerpen van rond de eeuwwisseling. Een themakamer laat de bezoeker kennismaken met een oud schoolklasje uit het lager onderwijs anno 1930. In een ander vertrek wordt jaarlijks een thema-tentoonstelling georganiseerd. 
In 1985 werd het gebouw en omgeving als monument geklasseerd en in 2002 werd het gebouw aan de buitenzijde gerestaureerd. 
Op 30 januari 2020 besliste de gemeenteraad dat de concessie met de Heemkundige Kring Zolder wordt stopgezet op 31 december 2020.

## Museum
De kern van de verzameling wordt gevormd door een aantal gebruiksvoorwerpen uit omstreeks 1900. Een zaal is ingericht als een schoolklasje uit omstreeks 1930, terwijl er ook wisselende tentoonstellingen worden gehouden. Voorts is er een verzameling fossielen die afkomstig zijn van de voormalige Steenkoolmijn van Zolder.